# Walter Simon
Walter J. „Walt” Simon  (ur. 1 grudnia 1939 w Delcambre, zm. 10 października 1997 w Louisville) – amerykański koszykarz, występujący na pozycji niskiego skrzydłowego.

## Osiągnięcia
Na podstawie, o ile nie zaznaczono inaczej.
College
- Wybrany do Galerii Sław Sportu:
  - Karoliny Południowej (1996)
  - Benedict College (1987)[2]

EPBL
- 3-krotny mistrz EPBL (1962, 1963, 1965)
- MVP:
  - EPBL (1965)
  - meczu gwiazd EPBL (1966)
- Uczestnik meczu gwiazd EPBL (1962, 1966)

ABA
- Wicemistrz ABA (1971, 1973)[3][4]
- Uczestnik meczu gwiazd ABA (1969)[5]